# エッホエッホ
エッホエッホとは、メンフクロウのヒナが草の上を走る写真から誕生したインターネット・ミームである。当該写真の画像が「エッホエッホ、○○って伝えなきゃ、エッホエッホ」という構文とともにネットミーム化した。

## 概要
ミームの元となったメンフクロウのヒナの画像は、オランダの写真家ハニー・ヘーレ(Hannie Heere)が撮影したもので、2021年10月にはウェブ上に存在した。同年5月28日にオランダ・北ブラバント州で撮影された写真で、使用機材はCanon製カメラ「EOS 5D Mark IV」とCanon製レンズ「EF 70-200mm f/2.8L IS III」。ヒナから約5〜6メートルの距離から撮影し、ヒナは母親のフクロウとエサのネズミが待っている方向に走っていたという。
2025年に入り、その画像が日本のX（旧Twitter）で人気を博し、「エッホエッホ」という擬音とともに拡散された。元々は単に写真と擬音を使った構文だったが、アイドルグループFRUITS ZIPPERの松本かれんが豆知識動画に構文を用いたり、更にシンガーソングライターのうじたまいが『ｴｯﾎｴｯﾎの歌作ってみた。』という楽曲をYouTubeやTikTokに投稿するなどして「○○って伝えなきゃ」が構文に追加され、豆知識ミームとして広く拡散された。
ハニー・ヘーレは、自身の撮影した写真が日本で人気を博したことを知っており、弁護士ドットコム編集部の取材に対し、「現在日本でこれほど人気があるとは驚きでした」と語り、ファンアートも好意的に受け止めた。一方で商業目的の場合は事前に連絡して欲しいと語った。

## 反響
このミームの流行は、企業や芸能人の公式Xアカウントなどにも波及している。
大阪・関西万博やシルバニアファミリー、ほっかほっか亭などの公式Xアカウントがパロディ画像を投稿している。また、5人組ボーカルダンスユニットのM!LKの佐野勇斗は自身のXを更新し、同メンバーの吉田仁人によるミーム画像のオマージュ写真を投稿した。
2025年2月28日、フリー素材サイト「いらすとや」で当ミームを元ネタにしたイラスト「走るフクロウのヒナのイラスト」が公開された。
2025年4月26日、高知県警が「エッホ！エッホ　エッホ！エッホ　GW中は　慌てない　慌てない　一休み　一休み　って伝えなきゃ！」というメッセージを県内13箇所の交通情報版に導入した。
2025年5月13日、日本の画廊がChatGPTで「ゴッホ風」にしたものをXに投稿し、商業利用か否か、生成AIで加工することの是非で物議となり謝罪した。
2025年6月2日、LINEヤフーが女子高生268人に今年流行りそうだと思う言葉を聞いた結果をランキングで発表し、「エッホエッホ」が1位にランクインした。調査はLINEリサーチで実施。
2025年6月3日、Z総研が「Z総研2025年上半期トレンドランキング」を発表し、「流行った言葉」部門で「エッホエッホ」が1位にランクインした。調査は、同年4月28日から5月9日までZ世代360人を対象にインターネットで実施。

## 分析
ネットメディア研究家の城戸譲は、芝生とメンフクロウという情報量の少なさが理解のしやすさに繋がっていることと、健気な動物というネタが人を不快にせず、ポジティブな気持ちにさせることが、このミームが急激に拡散した理由と分析している。また、大手企業などのXアカウントがこのミームに参加した理由として、芝生と商品画像を合成すれば作成できる手軽さと「○○しなきゃ」という自発的な言い回しが押し付けがましくなく、使い勝手が良かったためと分析している。
2025年6月4日、TBWA HAKUHODOのマーケティング組織「65dB TOKYO」は、2025年上半期のSNS投稿のトレンドを分析したレポート「2025年上半期SNSトレンド徹底解剖」を公開。レポートでは「エッホエッホ」という擬音と共に拡散したミームは、これまでに約58億インプレッションを記録し、その理由として「あくまでネタとして発信できる」「共感の共有」により炎上リスクを避ける使い方が定着したためと分析している。